# Siem de Jong
Siem de Jong (* 28. ledna 1989, Aigle, Švýcarsko) je nizozemský fotbalový záložník a reprezentant, který v současnosti působí v  klubu Newcastle United. Může nastoupit i na postu útočníka.

## Rodina
Narodil se ve švýcarském městě Aigle, kde jeho rodiče hráli profesionálně volejbal. Rodina se s ním i jeho bratrem Luukem vrátila do Nizozemska, když mu bylo šest let.

## Klubová kariéra
S fotbalem začal v nizozemském amatérském klubu DZC'68, kde jej objevili skauti klubu De Graafschap, odkud v roce 2005 přestoupil do vyhlášené mládežnické akademie Ajaxu Amsterdam. V dresu A-týmu Ajaxu debutoval v profesionálním fotbale 26. září 2007 v utkání proti Kozakken Boys.
Zažil v Ajaxu velmi úspěšné období, neboť s týmem vyhrál čtyřikrát ligovou soutěž Eredivisie (2010/11, 2011/12, 2012/13, 2013/14), nizozemský fotbalový pohár (KNVB beker v sezóně 2009/10 po výhrách 4:1 a 2:0 ve finále nad Feyenoordem, ve kterém Siem celkem čtyřikrát skóroval) a jednou Johan Cruijff Schaal (nizozemský Superpohár v roce 2013).
V červenci 2014 přestoupil do anglického Newcastle United, kde podepsal 6letou smlouvu.

## Reprezentační kariéra
Siem de Jong byl členem nizozemských mládežnických výběrů od kategorie U17.
V nizozemském reprezentačním A-mužstvu debutoval pod trenérem Bertem van Marwijkem 11. srpna 2010 v přátelském zápase proti domácí Ukrajině na NSK Olimpijskyj v Kyjevě. Nastoupil v základní sestavě a hrál až do 63. minuty, Nizozemci remizovali s Ukrajinou 1:1.